# Otolemur garnettii
Otolemur garnettii är en däggdjursart som först beskrevs av Ogilby 1838.  Otolemur garnettii ingår i släktet Otolemur och familjen galagoer.

## Utbredning och habitat
Denna primat förekommer i östra Afrika från södra Somalia till södra Tanzania och kanske i angränsande stater längre söderut. Arten vistas i låglandet och i bergstrakter upp till 2500 meter över havet. Den hittas även på några öar i området, till exempel Zanzibar. Habitatet utgörs av fuktiga skogar. Otolemur garnettii besöker även trädodlingar och trädgårdar vid städernas utkant.

### Underarter
Inga underarter finns listade i Catalogue of Life. Wilson & Reeder (2005) och IUCN skiljer mellan fyra underarter.
- O. g. garnettii, på Zanzibar och på andra öar i regionen.
- O. g. kikuyuensis, i Kenyas högland öster om Östafrikanska gravsänkesystemet (syns som ensam fläck i kartan).
- O. g. lasiotis, från regionen Tanga (Tanzania) till Somalia.
- O. g. panganiensis, i Tanzania söder och väster om regionen Tanga.

## Utseende
Arten når en kroppslängd (huvud och bål) av 23 till 34 cm och en svanslängd av cirka 36 cm. Honor väger i genomsnitt 735 g och hanar är med cirka 795 g större. Den tydligaste skillnaden till Otolemur crassicaudatus är de korta öronen som blir bara 4,5 cm långa. Pälsen har allmänt en gråbrun till rödbrun färg medan svansens bakre del har en annan färg som kan variera mellan svart, brun eller vit. Nominatformen O. g. garnettii har en grön skugga på pälsen och oftast en vit svansspets. Hos O. g. panganiensis förekommer en svart svansspets och O. g. lasiotis är huvudsakligen gråaktig. Underarten O. g. kikuyuensis har en gulvit undersida och svart svansspets.

## Ekologi
Individerna vilar gömda i växtligheten. Honor föder en eller sällan två ungar per år.
Otolemur garnettii är nattaktiv och klättrar främst i träd. Varje individ har ett revir som försvaras mot individer av samma kön och mot individer av samma ålder. Territorierna av individer med olika kön eller olika ålder kan överlappa varandra. Dessa individer mötas ibland för ömsesidig pälsvård eller lek. Hanens revir är cirka 18 hektar stort och honan lever i ett cirka 11,5 hektar stort revir.
För kommunikationen finns olika läten och dessutom skrapar primaten ibland med foten över bark eller andra ytor för att framkalla ljud, till exempel när två aggressiva individer mötas vid revirets gräns. Otolemur garnettii livnär sig av frukter och insekter.
I vildmarken sker parningen mellan augusti och oktober. Honor som hölls i djurparker var parningsberedda med jämna mellanrum över hela året. Under parningstiden kan flera hanar para sig med samma hona och vis versa. Dräktigheten varar cirka 130 dagar och sedan föds en unge. Den nyfödda ungen transporteras i moderns mun när hon lämnar gömstället. Ungen diar sin mor ungefär 140 dagar. Könsmognaden infaller tidigast 12 månader efter födelsen och vanligen efter 20 månader.
Otolemur garnettii kan leva 15 år.

## Status
I vissa delar av utbredningsområdet hotas arten av skogsavverkningar när ny jordbruksmark etableras. Denna primat förekommer i flera nationalparker och i andra skyddsområden och beståndet anses vara stabilt.  IUCN kategoriserar arten globalt som livskraftig.

## Bildgalleri

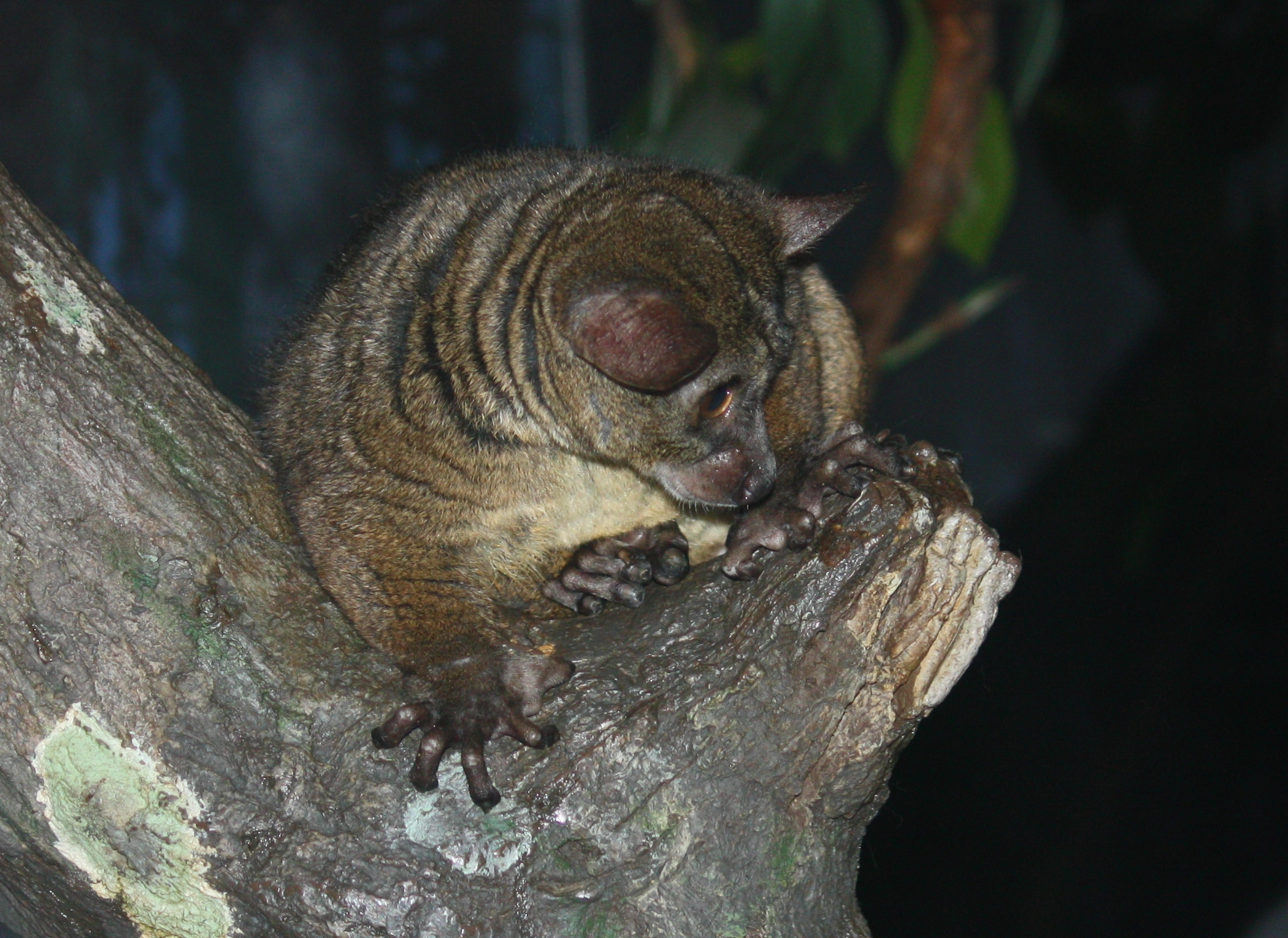
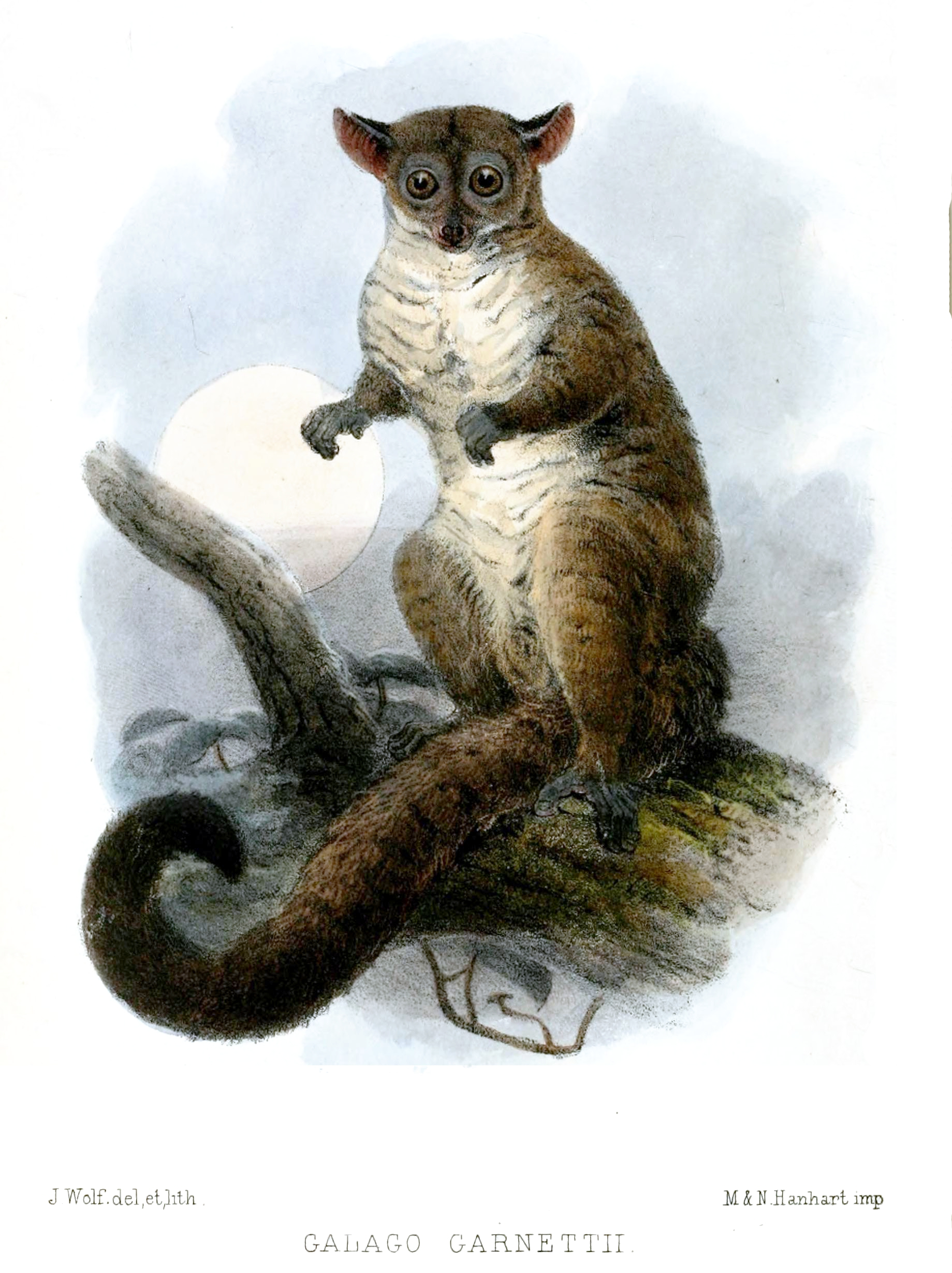
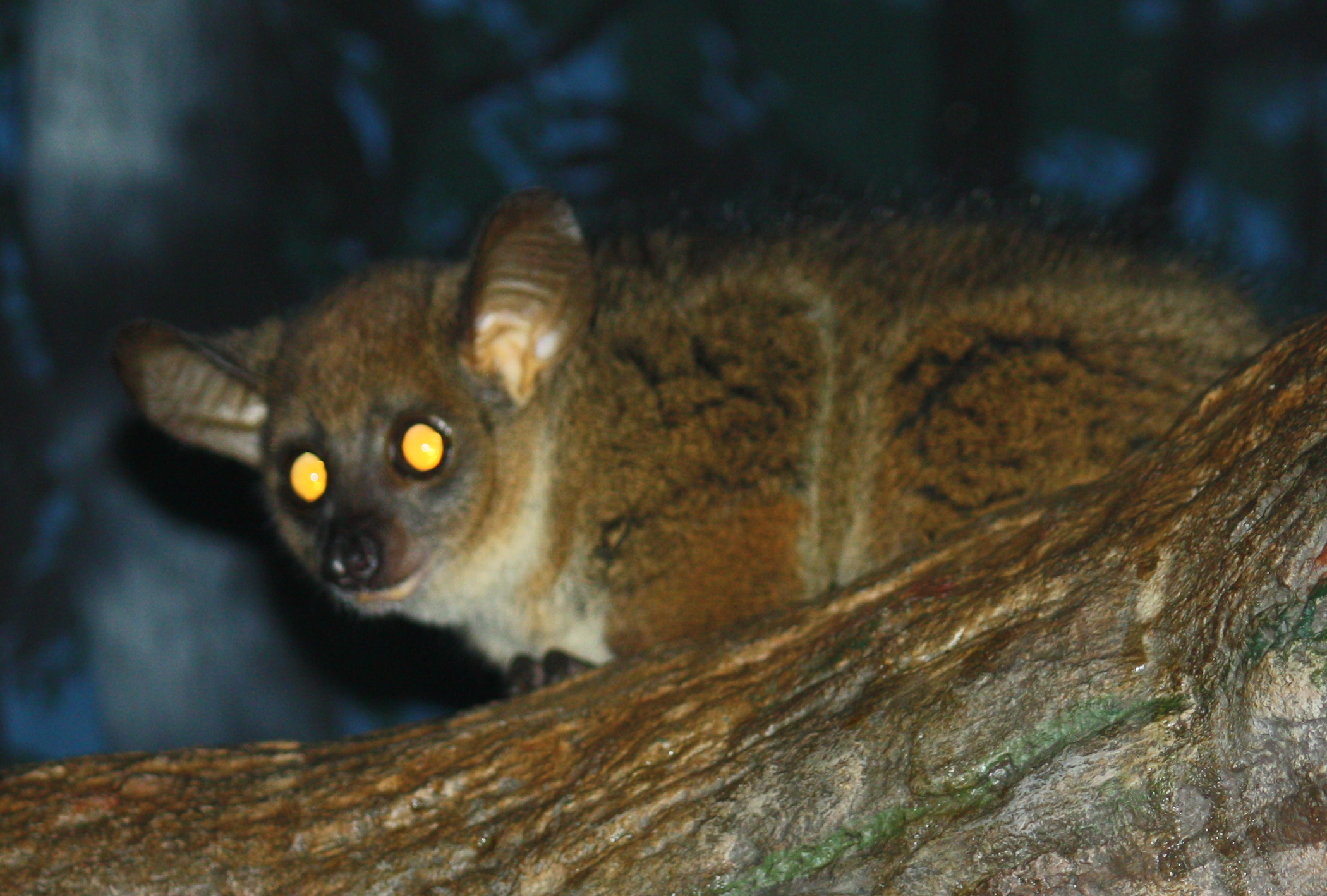